# Pero colaloa
Pero colaloa là một loài bướm đêm trong họ Geometridae.